# I.R.S. (sång)
"I.R.S." är en låt av det amerikanska rockbandet Guns N' Roses. Låten är spår 11 på albumet Chinese Democracy från 2008, och är 4 minuter och 28 sekunder lång. Den är skriven av Axl Rose, Paul Tobias och Dizzy Reed. 
Låten var den första av totalt tio låtar från Chinese Democracy som läckte ut på internet innan den släppts. Det var den amerikanska radioprataren Eddie Trunk som år 2003 i sitt radioprogram Friday Night Rocks ... With Eddie Trunk först spelade upp låten som han fått på en skiva av sin gäst Mike Piazza, som i sin tur sade sig ha hittat den i sin brevlåda. Guns N' Roses advokater tvingade senare Trunk att klippa bort låten från samtliga repriser av programmet. En ny version av låten läckte i april 2005 ut på internet, men talesmän för Guns N' Roses kallade denna för "en tidig demo av låg kvalitet". Många menade också att den bara vara en inspelning från Eddie Trunks radioprogram. Nya versioner av låten läckte sedan ut i februari 2006, maj 2007 och juni 2008.
"I.R.S." står för Internal Revenue Service, vilket är den amerikanska skattemyndigheten.